# Пески (Щирецкая поселковая община)

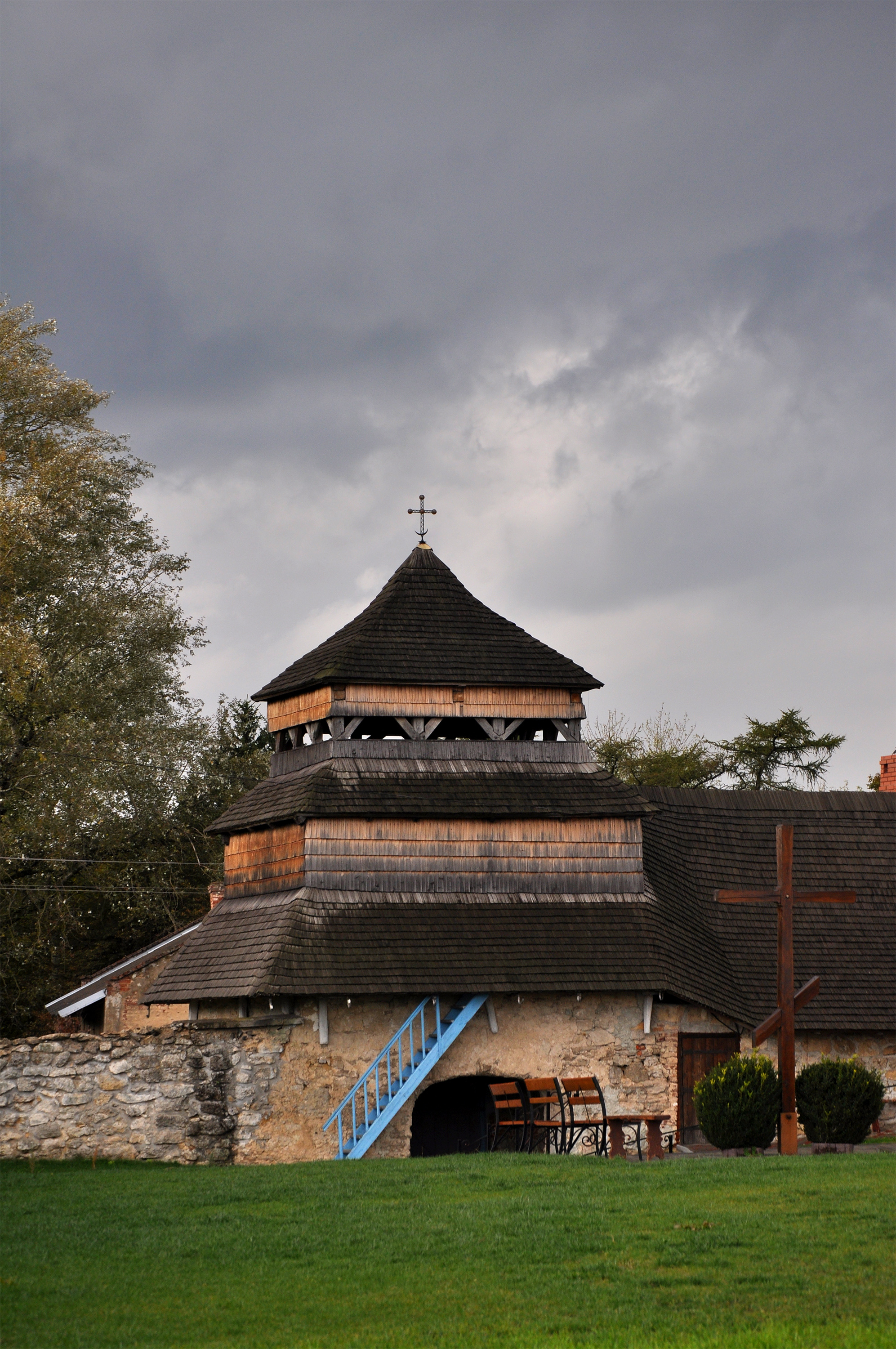
Надворотная колокольня с крепостными стенами с. Пески

Пески (укр. Піски) — село в Щирецкой поселковой общине Львовского района Львовской области Украины.
Население по переписи 2001 года составляло 633 человека. Занимает площадь 2,65 км². Почтовый индекс — 81163. Телефонный код — 3230.

## История
Первое упоминание о селе датируется 1497 годом. Есть и другая версия исторической даты образования — 1370 г. В XVII в. на территории села находилась каменоломня.